# QwaQwa

Bandeira de QwaQwa

QwaQwa.

QwaQwa foi um bantustão criado pelo governo sul-africano antes das eleições democráticas de 1994 (durante o regime do apartheid) para ali agrupar os sul-africanos falantes de seSotho, na província do Estado Livre,  junto ao Lesotho, onde esta língua é igualmente uma língua oficial.
Numa das línguas khoisan, QwaQwa significa muito branco, referindo as montanhas de arenito abundantes naquela região do Drakensberg.
| Bantustões da era do apartheid na África do Sul                                                                     |
| Bophuthatswana \| Ciskei \| Gazankulu \| KaNgwane \| KwaNdebele \| KwaZulu \| Lebowa \| QwaQwa \| Transkei \| Venda |